# نيل هادون
نيل هادون (بالإنجليزية: Neil Haddon)‏ هو رسام بريطاني، ولد في 1967.